# Uvîsla, Huseatîn
Uvîsla (în ucraineană Увисла) este o comună în raionul Huseatîn, regiunea Ternopil, Ucraina, formată numai din satul de reședință.

## Demografie
Componența lingvistică a comunei Uvîsla
     Ucraineană (99,85%)
     Alte limbi (0,14%)
Conform recensământului din 2001, majoritatea populației comunei Uvîsla era vorbitoare de ucraineană (99,85%), existând în minoritate și vorbitori de alte limbi.